# Thiên nhược hữu tình 2
Thiên nhược hữu tình 2 (tiếng Trung: 天若有情II: 之天長地久, tiếng Anh: A Moment of Romance II) là một bộ phim điện ảnh Hồng Kông thuộc thể loại lãng mạn – chính kịch công chiếu năm 1993 do Trần Mộc Thắng làm đạo diễn, Đỗ Kỳ Phong sản xuất với phần kịch bản do Trần Thục Hiền chắp bút. Phim ra mắt tại Hồng Kông vào ngày 10 tháng 6 năm 1993, với sự tham gia của các diễn viên gồm Quách Phú Thành, Ngô Thanh Liên, Quách Tấn An và Huỳnh Thu Sinh. Khác với phần phim trước, phần phim này có cốt truyện hoàn toàn mới.
So với phần phim trước, phần phim này dù được lòng các khán giả khi thu về hơn $9 triệu về mặt doanh thu nhưng lại không được lòng giới phê bình.

## Diễn viên
- Quách Phú Thành trong vai Trương Phú/A Phú
- Ngô Thanh Liên trong vai Diệp Thiến Khanh/Tiểu Thiến
- Quách Tấn An trong vai Chiêu Tích
- Huỳnh Thu Sinh trong vai Khủng Long